# Waikare (lac)
Pour les articles homonymes, voir Waikare.
Waikare est le plus grand d'un ensemble de lacs situés dans l'île du Nord en Nouvelle-Zélande.
Sa superficie est de 34 km2, et comme sa profondeur ne dépasse pas 2 m, ses eaux sont de mauvaise qualité,.